# Sainte-Agathe-la-Bouteresse
Sainte-Agathe-la-Bouteresse è un comune francese di 1 082 abitanti situato nel dipartimento della Loira della regione dell'Alvernia-Rodano-Alpi.

## Società

### Evoluzione demografica
Abitanti censiti